# Gino Pancino
Gino Pancino (* 11. April 1943 in Domanins, San Giorgio della Richinvelda) ist ein ehemaliger italienischer Radrennfahrer und Weltmeister im Radsport.

## Sportliche Laufbahn
1959 begann er mit dem Radsport. Pancino wurde 1966 Weltmeister in der Mannschaftsverfolgung gemeinsam mit Luigi Roncaglia, Antonio Castello und Cipriano Chemello. Ein Jahr später, 1967, gewann er die Silbermedaille bei den Weltmeisterschaften. 1968 bestritt er mit dem italienischen Vierer bei den Olympischen Sommerspielen in Mexiko-Stadt die Mannschaftsverfolgung und gewann dort die Bronzemedaille.
1969 siegte er in der italienischen Meisterschaft in der Mannschaftsverfolgung. Mit dem Team Ciclisti Padovani gewann er die Meisterschaft im Mannschaftszeitfahren auf der Straße. 1968 gewann er das Rennen Vicenza-Bionde. Er bestritt auch Querfeldeinrennen und konnte auf regionaler Ebene auch Meisterschaften gewinnen.